# Mykhailo Parashchuk
Mykhailo Parashchuk (16 de novembro de 1878, Varvaryntsi, Galícia - 24 de dezembro de 1963, Bania, Bulgária) foi um escultor e político ucraniano.